# Lasopol
Lasopol (ukr. Лісопіль, Lisopil) – wieś na Ukrainie, w obwodzie rówieńskim, w rejonie rówieńskim, w hromadzie Mała Lubasza. Liczy 1114 mieszkańców.
W miejscowości jest przystanek kolejowy Lasopol.
W okresie międzywojennym wieś znajdowała się w granicach II RP, wchodząc w skład gminy Kostopol w powiecie kostopolskim, w województwie wołyńskim.